# Luisenschule Essen
Die Luisenschule war bis 2004 ein städtisches Gymnasium und eine der ältesten Schulen der Stadt Essen. Heute ist dort das Essener Stadtarchiv untergebracht.

## Geschichte

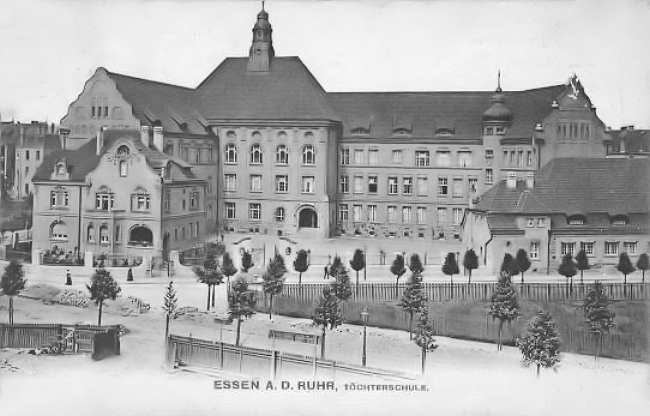
Höhere Töchterschule um 1907

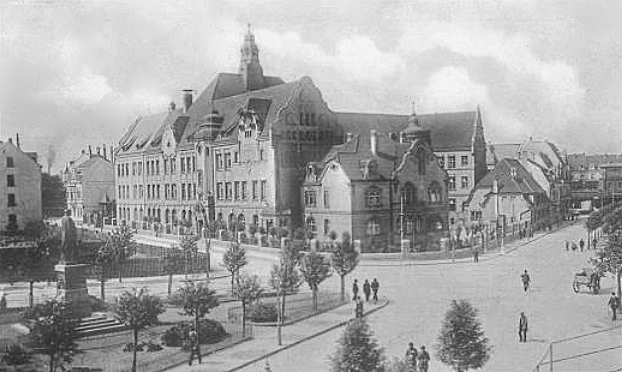
Höhere Töchterschule mit Bismarckplatz um 1910

Die Luisenschule wurde 1866 als Erste Essener Höhere Töchterschule gegründet. Im Jahr 1902 wurde durch Beschluss der Stadtverordnetenversammlung das Grundstück der Firma Hölsken an der Bismarck- Ecke Geibelstraße für 375.000 Mark für den Schulbau erworben. Ab 1903 wurde das Schulgebäude nach Entwürfen des Architekten Friedrich Paulsen errichtet. Es war der drittplatzierte Entwurf von 286 Entwürfen, die nach einer Ausschreibung eingereicht wurden. Im September 1904 war der Bau bis zum Dach ausgeführt und im Frühjahr 1905 begann der Innenausbau. Es waren Gesamtkosten von 750.000 Mark bewilligt worden. Die Direktorenwohnung war im Oktober 1905 fertig, das Schulgebäude selbst im Januar 1906. Am 10. Februar 1906 wurde es offiziell mit einer Feier in der Aula eingeweiht. Dazu zogen die Schülerinnen von einem alten und zu klein gewordenen Gebäude an der Schützenbahn hierhin um. Das neue Schulgebäude bot zu dieser Zeit unter anderem 23 Klassenräume, eine 12 mal 18 Meter große Aula mit einer von Margarethe Krupp gestifteten Orgelempore, ein Konferenz- und Lehrerzimmer sowie eine Turnhalle. Die Schule war von Beginn an elektrisch beleuchtet. Den Namen Luisenschule erhielt die Mädchenschule 1912, wobei die Preußische Königin Luise namensgebend war.
Im Zweiten Weltkrieg wurde die Luisenschule, neben mehreren anderen Essener Schulen, zum Lager von Zwangsarbeitern. Ab 1943 waren in den 25 Klassenräumen bis zu 750 osteuropäische Arbeiter untergebracht. Sie dienten der Stadt meist zur Trümmerbeseitigung. Bevor 1945 große Teile der Schule von Bomben zerstört wurden, hatte die Geheime Staatspolizei (Gestapo) einen Teil des Gebäudes als Häftlingslager für Fremdarbeiter genutzt. Nach dem Krieg wurde die Schule vereinfacht wiederaufgebaut.
Jungen wurden erstmals Anfang der 1970er Jahre eingeschult. 2004 erfolgte die endgültige Schließung.
Bis dahin bot sie seit 1982 einen bilingualen, französischen Zweig an, bei dem Schüler sowohl in der sechsten, als auch in der neunten und elften Stufe an Austauschprogrammen mit den Schulen College International de Fontainebleau bei Paris (Klasse 6) und Montlouis sur Loire bei Tours (Klasse 9) teilnahmen. Des Weiteren gab es Austauschprogramme mit den Schulen „Collège du Cèdre“ in Le Vésinet bei Paris und „Lycée Sainte-Agnès“ in Angers. In der zwölften Stufe waren Praktika im französischen Ausland möglich.
Auch in andere Länder fanden regelmäßig Austausche statt. In der achten Stufe war es möglich, an einem Austausch mit der englischen Partnerschule Rainham Mark Grammar School teilzunehmen. Für die Oberstufen-Schüler wurde jährlich ein Austausch mit dem Oscarsgymnasiets in Oskarshamn (Südschweden) veranstaltet.

1988 wurde das Schulgebäude unter Denkmalschutz gestellt.

## Heutige Nutzung

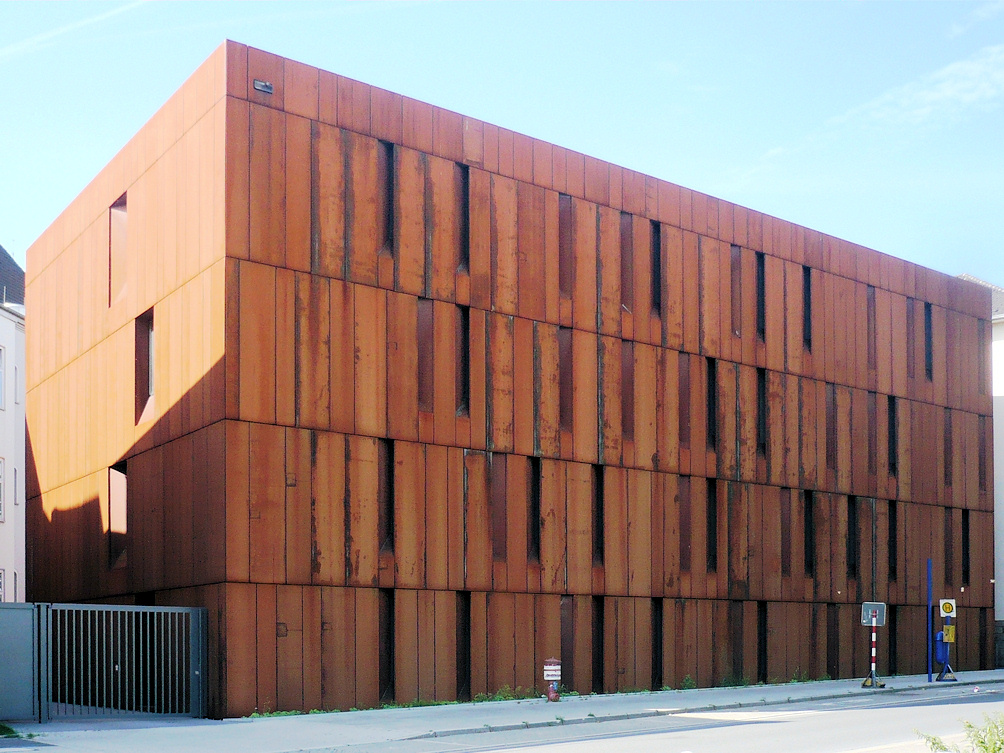
Magazin des Stadtarchivs

Das Erich-Brost-Berufskolleg nutzt einige Räume des Gebäudes in der zweiten Etage.
In zwei der vier Etagen des ursprünglichen Schulhauses befindet sich das Haus der Essener Geschichte / Stadtarchiv. Die letzte Restaurierung des alten Schulgebäudes fand 2007 im Rahmen des Neubaus eines Magazinhauses des Stadtarchivs mit prägnanter Cortenstahl-Fassade statt, das baulich die im Kriege entstandene Lücke des Schulblockes schließt.

## Ehemalige Lehrer
- Karl Jacobs (1906–1997), Lehrer und Schriftsteller, Direktor der Luisenschule
- Nelli Neumann (1886–1942), Holocaust-Opfer[4]

## Ehemalige Schüler
- Sophie Dapper (1887–1972), später Lehrerin an der Luisenschule, Pionierin des Frauenturnens in Deutschland
- Sonja Leidemann (* 1960), ehemalige Bürgermeisterin von Witten
- Renate Oldermann (* 1950), Archivarin und Historikerin
- Leonore Wolters-Krebs (* 1938), Architektin und Stadtplanerin